# Gotlands Turistförening
Gotlands Turistförening (GTF) var en turismförening på Gotland. Föreningen gick i konkurs 2011 efter att ha bedrivit verksamhet i 115 år. Föreningen var Sveriges äldsta regionala turismförening. GTF   bildades 1896. Syftet var att främja och företräda rese- och turistnäringen på Gotland. Cirka 300 företag inom den gotländska besöksnäringen var medlemmar i GTF.